# 池谷壽夫
池谷 壽夫（いけや ひさお、1948年 - ）は日本の哲学者、了徳寺大学教授。

## 略歴
静岡県生まれ。1971年横浜市立大学文理学部哲学科卒業、1978年名古屋大学大学院文学研究科哲学専攻博士課程満期退学。高知大学教育学部助教授、1988年教授、2002年日本福祉大学社会福祉学部教授、2008年日本福祉大学子ども発達学部教授、2010年『ドイツにおける男子援助活動の研究 その歴史・理論と課題』で、博士（社会福祉学）（日本福祉大学）。同年、唯物論研究協会委員長。2013年了徳寺大学教授。

## 著書
- 『セクシュアリティと性教育』青木書店 1993
- 『<教育>からの離脱』青木書店 2000 シリーズ現代批判の哲学
- 『ドイツにおける男子援助活動の研究 その歴史・理論と課題』大月書店 2009

### 共編著
- 『時代批判としての若者』小池直人共編著 同時代社 1994.11
- 『生き方のかたち 現代社会と若者』小池直人、高木傭太郎共編 かもがわ出版 2000
- 『大人になる前のジェンダー論』浅野富美枝、細谷実、八幡悦子共編著 はるか書房 2010

### 翻訳
- ハンネローレ・ファウルシュティッヒ=ヴィーラント『ジェンダーと教育 男女別学・共学論争を超えて』監訳 青木書店 2004

## 注
1. ↑  『ドイツにおける男子援助活動の研究』著者紹介
2. ↑  博士論文書誌データベース